# 照國萬藏
照國 萬藏（てるくに まんぞう、1919年1月10日 - 1977年3月20日）は、秋田県雄勝郡秋ノ宮村（現：秋田県湯沢市）出身で伊勢ヶ濱部屋に所属した大相撲力士。第38代横綱。本名は菅 萬藏（すが まんぞう）で、のちに大野 萬蔵（おおの まんぞう）となる。

## 来歴

### 秋田の怪童、入門
1919年1月10日に秋田県雄勝郡秋ノ宮村の農家で生まれ、秋ノ宮第一尋常小学校を卒業後は家業である農業を手伝う。畑作業で土を掘ったり、収穫した野菜などを運搬するうちに力が付き、1930年の夏に「秋田に怪童あり」との評判を聞きつけた母の遠縁である5代伊勢ヶ濱から熱心に勧誘されたが、入門が嫌で逃げ回り、5代伊勢ヶ濱が訪問している間は実家に近寄らなかったほどだった。やがて話し合いの結果、体重は24貫に達していたものの身長が5尺3寸で、検査基準の5尺5寸に達しなかったことから、高等小学校を卒業するまで待つことが決定した。しかし、1932年1月6日に勃発した春秋園事件に相撲協会全体が対応せざるを得なくなったため、5代伊勢ヶ濱も巡業に行く余裕など無かったことから、秋田の怪童のことなどすっかり忘れていた。
1934年の冬に5代伊勢ヶ濱の一行が湯沢へ巡業した際に、秋田の怪童のことを思い出し、巡業の合間に怪童の元へ再び出向いた。今度は全く逃げ回ることが無く、怪童の父が亡くなった直後だったことで家計が苦しく、自らの体格を活かす仕事に就きたいと考えていたため、猛反対する母を強引に押し切って伊勢ヶ濱部屋へ入門した。

### 初土俵～スピード出世
1935年1月場所で初土俵を踏む。四股名は、同郷で同部屋の國光鉄太郎を逆にしたのが元であるという。最初はなかなか番付が上がらず苦労していたが、幡瀬川邦七郎からエビオス錠の服用を勧められてから強くなり、以降は伊勢ヶ濵との二人三脚の指導で順調に出世した。
当時の史上最年少記録を全て更新したまま、1939年5月場所で新入幕を果たすと、その場所を11勝4敗の好成績で注目される。場所後虫垂炎を悪化させたことで手術を受ける必要に追われ、一時は生命の危機に瀕するも母が上京して看病したおかげで1週間の昏睡状態から意識を取り戻し、4ヶ月の入院を経て見事回復する。退院後の巡業では塞がりきらない傷口にガーゼを当てながら土俵に立った。翌場所は男女ノ川登三から金星を奪って12勝3敗の好成績を挙げると、僅か所要2場所で小結を飛び越して関脇に昇進した。照國の快進撃は留まることを知らず、その後3場所を11勝4敗・12勝3敗・13勝2敗として大関に昇進。22歳0か月での大関昇進は当時としては史上最年少。特に1941年1月場所は母が脳溢血で逝去した心労で風邪に罹り40度の熱を出した中での活躍であった。新大関でも12勝3敗の好成績を挙げた。

関脇時代の照國（1941年頃）

大関2場所目となった1942年5月場所、番付を見た照國はそれまで双葉山定次と同じ片屋にいたが、この場所は反対側に回されていたため、本人曰く「こっち（反対側）に回ったら双葉山に勝たないと横綱になれない。でも自分には到底勝てそうにない」と弱音を吐いていたが、14日目にその双葉山を下手投げで倒して12勝2敗とするが、当時は「番付上位優勝制度」が存在した時代だったため、千秋楽を迎えた時点で張出大関の照國には優勝の可能性が無かった。結局、この場所の優勝は正大関である安藝ノ海節男（1敗）と双葉山（2敗）の対戦で決まることになり、双葉山が勝利して両者とも13勝2敗、番付上位優勝制度によって双葉山が優勝した。照國は前田山英五郎を倒して13勝2敗で、安藝ノ海と優勝同点とした。

### 最年少横綱

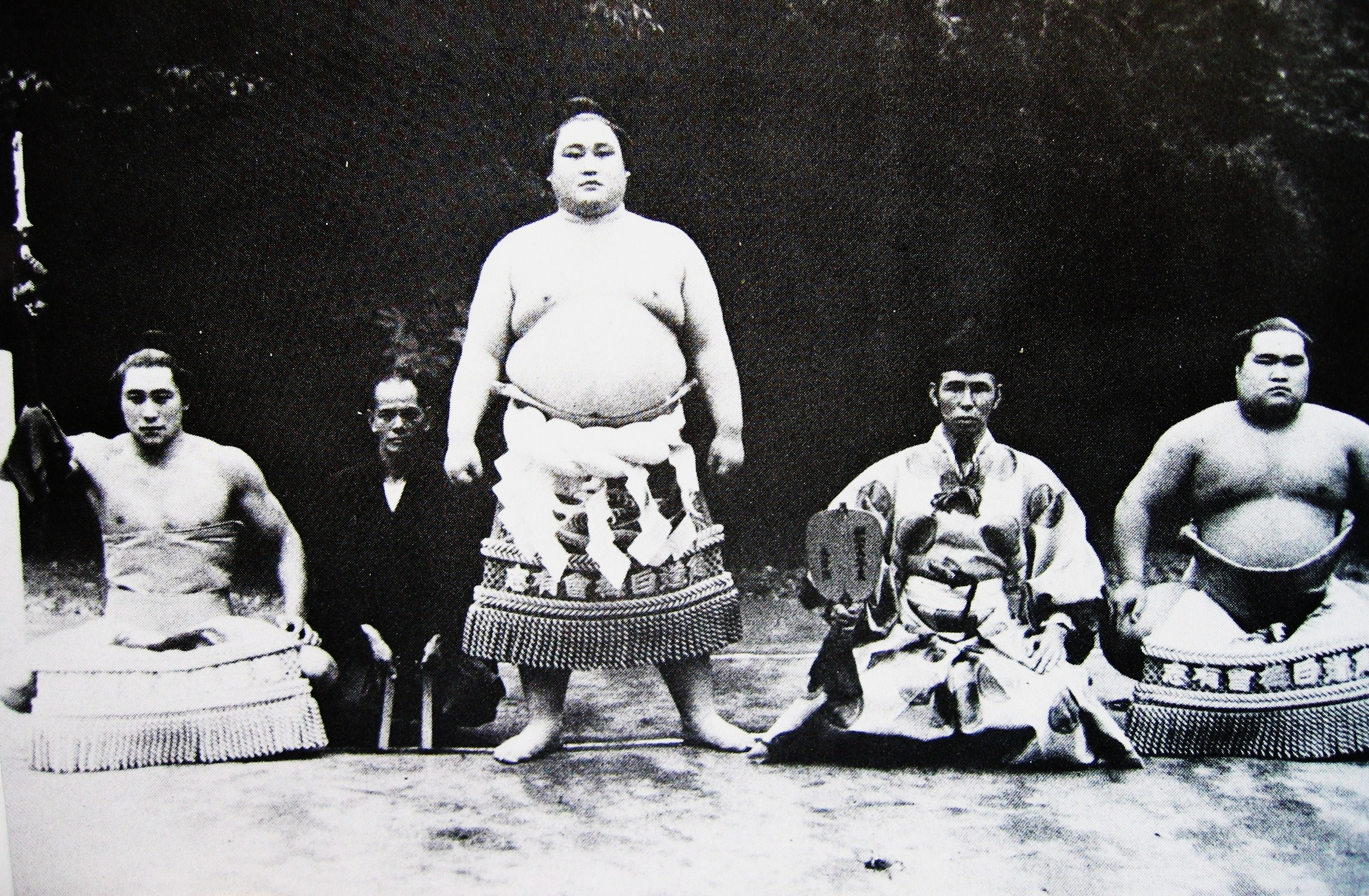
照國の土俵入り（1943年）

ここまで照國に優勝経験は無いが、安定感のある成績と双葉山を倒した星が買われて「事実上の優勝者」と判定されたため、場所後に安藝ノ海と揃って横綱へ昇進。この時23歳4ヶ月で第20代横綱・梅ヶ谷藤太郎の持つ最年少横綱の記録を39年ぶりに更新した。
新横綱となった1943年1月場所は、双葉山に唯一の黒星を付けられて14勝1敗に終わり、双葉山が全勝のため初優勝を逃す。その後も成績は安定しているが、第二次世界大戦による食料事情の悪化に加えて敗戦による影響もあって体重が激減したり、終戦直後も糖尿病や左肩・左膝の故障が多発して優勝は出来なかった。東京大空襲で持ち家を3件焼失する、1948年10月には引退後の部屋新設に向けて土地を購入するも詐欺に遭い代金の二重払いを強いられるなど私生活でも災難に見舞われた。
それでも1950年9月場所は13勝2敗で吉葉山潤之輔との優勝決定戦を制し、横綱昇進から8年後に悲願の初優勝を達成した。1951年1月場所には全勝優勝を達成し、この連覇によって「優勝なき横綱」の汚名を返上すると同時に、優勝額復活第1号を飾ることになった。その後は無傷だった右膝も故障して優勝が無く、1953年1月場所には糖尿病の悪化に胃潰瘍が加わって3日目から休場、同場所14日目に「回復の見込みがない」として現役引退を表明した。引退は照國の自発的な意思とされたが、14日目の夜に横綱審議委員会の例会が開催されることから、報道機関からの強硬論も相まって引退勧告されるものと誤解したのではないかと横審では指摘された。

### 引退後～晩年
引退後は年寄・荒磯を襲名し、同時に師匠から全弟子を譲り受けて荒磯部屋の看板を掲げ、伊勢ヶ濱の退職後は「伊勢ヶ濱」の名跡を継いで伊勢ヶ濱部屋を経営した。部屋では稽古土俵を2面設ける（1963年以降）
などの新しい方式を打ち出したほか、郷里・秋田県を中心にスカウト活動も広げ、清國勝雄・開隆山勘之亟を始めとして何人もの幕内力士を育てた。伊勢ヶ濱部屋は増築を重ねた結果1968年以降は6階建てにまで達し、3階は弟子の再就職窓口となった。また、日本相撲協会では理事として長く大阪場所部長を担当したほか、9代春日野が協会理事長に就任する際に対立候補として擁立する動きがあり、予備選では春日野と1票差まで詰め寄るが照國本人が辞退したために実現しなかった。
1977年3月20日、春場所開催中の理事会を終え、大阪市内の宿舎に戻った直後に突然倒れて救急搬送されたが、急性心筋梗塞によって58歳で急死した。墓所は杉並区築地本願寺和田堀廟所。

## 人物

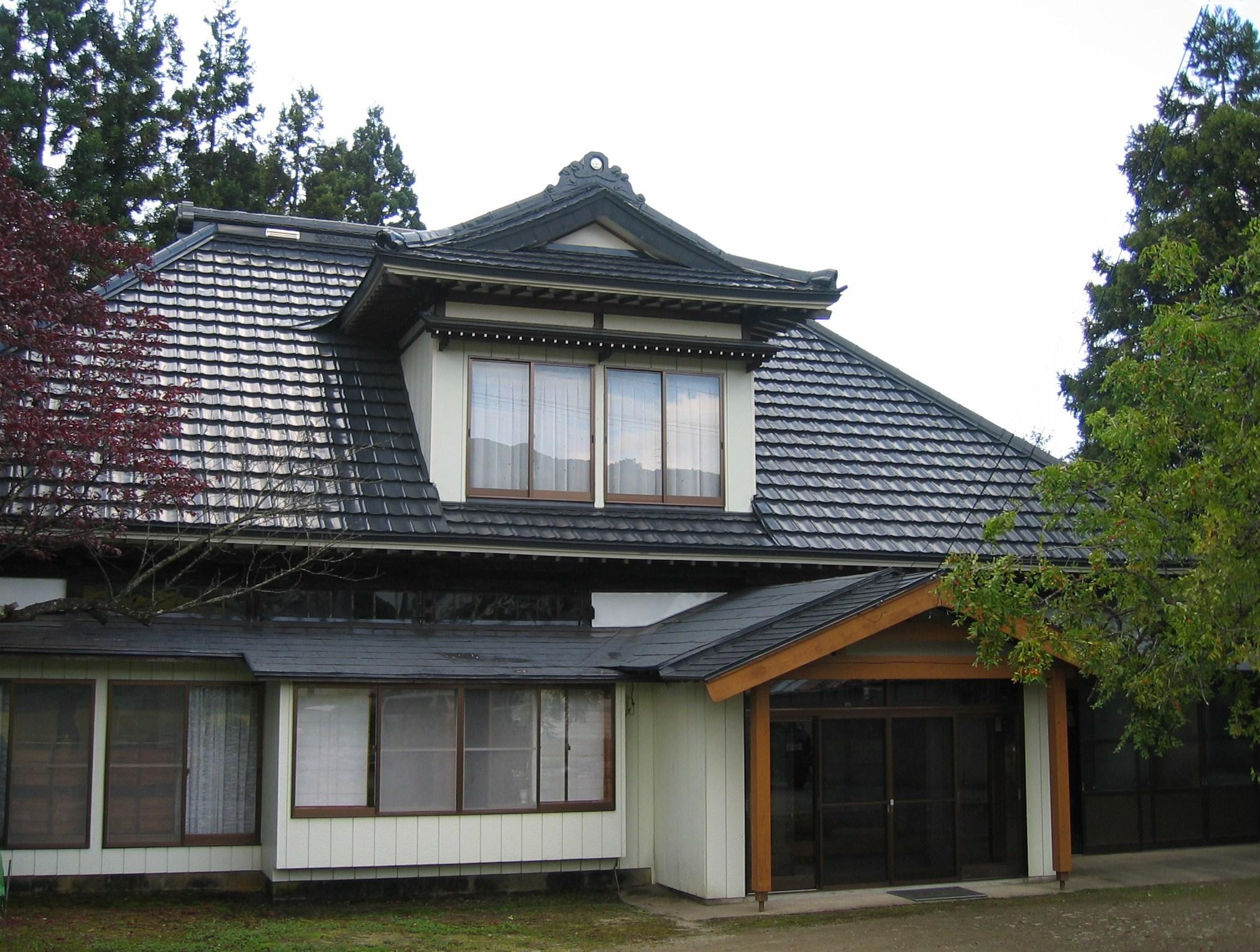
秋田県湯沢市にある照國の生家

第48代横綱・大鵬幸喜の登場以前に多くの最年少記録を書き換えた名横綱である。
相撲人形のような色白の巨体が徐々に赤みを増していく様子とリズミカルな取り口から「桜色（の）音楽」と呼ばれた。太鼓腹が土俵に付きそうなほどに低い平蜘蛛型の仕切りからの突き押しと出足は双葉山でも捌くのに苦労したほどで、対双葉山戦の成績（3勝2敗）にも現れている。双葉山が横綱免許を授与された翌年に死亡した第32代横綱・玉錦と、横綱時代は休場ばかりだった第33代横綱・武藏山を除けば、双葉山に唯一勝ち越した力士である。
双葉山の横綱昇進以降、3回敗れたのも横綱同士の対戦で敗れたのも照國だけだった。重心が低くて足腰が柔らかく、下手に吊り上げたりすれば43貫（161kg）の体重が相手に被さり押し潰されたという。第36代横綱・羽黒山には通算で6勝8敗と負け越しているが、これは戦後の照國が体調を崩していた時期（羽黒山の全盛期と重なっていた）に6連敗したことが響いている。
照國が肥満体になったのは、三段目時代に心臓病を患ったことで医師から激しい稽古を制限させられたためとも言われている。
小坂秀二の著した「昭和の横綱」によると、照国は非常に慎重な人柄で相撲ぶりにも表れていたという。終戦直後、大阪へ行くときには3時間前から東京駅に行って列車を待っていた。戦後の混乱期といってもそこまでする人はいなかったが、照國曰く「（東京 - 大阪間の）8時間を立ち通しで行くことを考えれば、はるかに楽」。
照國を語る上で欠かせないのが成績の安定感で、15日皆勤して10勝未満で終わった場所が1度も無いのはそうそう真似できるものではなく、10勝5敗でさえ晩年に2度（うち1度は千秋楽不戦敗）記録したのみで、他の場所は全て11勝以上を達成している。見方によっては、戦前まで行われていた15日皆勤の場所に慣れたまま、戦争の影響で15日間の本場所を開催できない時期と不調が重なったとも考えられる（ただし、前記のとおり不調そのものも戦争の影響が一因だった）。

## エピソード
- 1935年5月場所終了後に師匠の5代伊勢ヶ濱から「穏和すぎて闘志がなく見込みがない」として一旦人員整理され、泣きながら帰郷する途中に両国橋で幡瀬川に助けられる。翌1936年1月場所に帰参を許されるまで清美川とともに幡瀬川の家に住み、帰参後も幡瀬川から個人指導を受けていた[3]。のちに幡瀬川の養子となるが、幡瀬川は「（照國は）私の最高の芸術作品」と周囲に語ったという。照國は5代伊勢ヶ濵の縁戚だったことから、養子縁組を聞いた5代伊勢ヶ濵は激怒したと伝わる。
- 人気も高かったが、それを表すものの中にあだ名の多さがある。取組の最中に廻しが緩みやすいことから「ゆるふん」と付けられたが、それでも本人曰く「よく締まるように水の含ませ方にも注意してきつく締めていたのだ」という。
- 現役時代に、サザエさんで「当時の横綱」として描かれたことがあった。
- 1944年5月、横綱は免除されていた勤労奉仕を力士の代表として率先して行い、港の荷揚げなど重労働に従事した。
- 1950年春場所に照國、羽黒山、東富士の3横綱が途中休場して横綱批判が高まったため横綱の降格制度案がまとまったが、当の現役横綱の照国は「ありがたい。楽に取れる。大関からやり直す」と歓迎したそうである[6]。
- 1959年には癌の疑いで入院するも、手術日に病院を抜け出し横綱時代から馴染みがある奈良の神社で3ヶ月の修行を敢行。再検査後、癌が見つからなくなり果たして自然療法に成功した[3]。
- 1965年に実施された完全部屋別総当たり制は自身が予てより提唱していた改革案であった[3]。

## 主な成績
- 通算成績：318勝112敗74休　勝率.740
- 幕内成績：271勝91敗74休　勝率.749
- 横綱成績：187勝70敗74休　勝率.728
- 大関成績：25勝5敗　勝率.833
- 通算在位：41場所
- 幕内在位：32場所
- 横綱在位：25場所
- 大関在位：2場所
- 三役在位：3場所（関脇3場所、小結なし）
- 金星：1個（男女ノ川1個）
- 各段優勝
  - 幕内最高優勝：2回（1950年9月場所、1951年1月場所（全勝））
  - 十両優勝：1回（1939年1月場所）
  - 幕下優勝：1回（1937年5月場所）

### 場所別成績
| 1935年 （昭和10年） | （前相撲）              | 新序 1–3               | x                |
| 1936年 （昭和11年） | 西序ノ口4枚目 3–3       | 東序二段17枚目 5–1     | x                |
| 1937年 （昭和12年） | 東三段目22枚目 5–1      | 西幕下21枚目 優勝 11–2 | x                |
| 1938年 （昭和13年） | 東十両13枚目 6–7        | 西幕下筆頭 5–2         | x                |
| 1939年 （昭和14年） | 東十両8枚目 優勝 11–2   | 西前頭15枚目 11–4      | x                |
| 1940年 （昭和15年） | 東前頭2枚目 12–3 旗手 ★ | 東張出関脇 11–4        | x                |
| 1941年 （昭和16年） | 西関脇 12–3             | 西関脇 13–2 旗手       | x                |
| 1942年 （昭和17年） | 東大関 12–3             | 西張出大関 13–2        | x                |
| 1943年 （昭和18年） | 東張出横綱 14–1         | 西横綱大関 12–3        | x                |
| 1944年 （昭和19年） | 東横綱大関 11–4         | 西横綱大関 6–4         | 西横綱 4–2–4     |
| 1945年 （昭和20年） | x                       | 東横綱 5–2             | 東張出横綱 9–1   |
| 1946年 （昭和21年） | x                       | 国技館修理 のため中止  | 東横綱 3–3–7     |
| 1947年 （昭和22年） | x                       | 西横綱 7–3             | 西横綱 7–4       |
| 1948年 （昭和23年） | x                       | 西横綱 9–2             | 東横綱 2–5–4     |
| 1949年 （昭和24年） | 東横綱 0–0–13           | 東張出横綱 12–3        | 東横綱 8–2–5     |
| 1950年 （昭和25年） | 東張出横綱 2–2–11       | 東張出横綱 11–4        | 東張出横綱 13–2  |
| 1951年 （昭和26年） | 東横綱 15–0             | 東横綱 10–5            | 西横綱 11–4      |
| 1952年 （昭和27年） | 西横綱 10–5             | 東張出横綱 休場 0–0–15 | 西張出横綱 6–6–3 |
| 1953年 （昭和28年） | 東張出横綱 引退 0–3–12  | x                      | x                |
| 各欄の数字は、「勝ち-負け-休場」を示す。 優勝 引退 休場 十両 幕下 三賞：敢=敢闘賞、殊=殊勲賞、技=技能賞 その他：★=金星 番付階級：幕内 - 十両 - 幕下 - 三段目 - 序二段 - 序ノ口 幕内序列：横綱 - 大関 - 関脇 - 小結 - 前頭（「#数字」は各位内の序列） |                         |                        |                  |

### 幕内対戦成績
| 力士名   | 勝数 | 負数 | 力士名 | 勝数 | 負数 | 力士名         | 勝数  | 負数 | 力士名     | 勝数 | 負数 |
| -------- | ---- | ---- | ------ | ---- | ---- | -------------- | ----- | ---- | ---------- | ---- | ---- |
| 愛知山   | 2    | 0    | 青葉山 | 1    | 0    | 安藝ノ海       | 3     | 3    | 朝潮(米川) | 1    | 0    |
| 東富士   | 7(1) | 5(1) | 綾昇   | 4    | 1    | 綾若           | 2     | 1    | 五ツ海     | 1    | 0    |
| 五ツ嶋   | 2    | 1    | 大内山 | 3    | 2    | 大起           | 2     | 0    | 大ノ海     | 1    | 0    |
| 大昇     | 2    | 0    | 大晃   | 1    | 0    | 鏡里           | 7     | 0    | 笠置山     | 2    | 3    |
| 鹿嶋洋   | 4    | 0    | 柏戸   | 5    | 3(1) | 神風           | 11(1) | 2    | 九州山     | 2    | 0    |
| 清恵波   | 1    | 0    | 九ヶ錦 | 2    | 1    | 九州錦         | 1     | 0    | 国登       | 0    | 1    |
| 高津山   | 5    | 0    | 琴錦   | 8    | 1    | 小松山         | 3     | 0    | 佐賀ノ花   | 10   | 7(1) |
| 櫻錦     | 9    | 0    | 汐ノ海 | 4    | 3    | 四海波         | 1     | 0    | 清水川     | 3(1) | 1    |
| 神東山   | 4    | 0    | 大邱山 | 1    | 2    | 高登           | 1     | 0    | 立田野     | 1    | 0    |
| 楯甲     | 1    | 0    | 玉ノ海 | 1    | 2    | 千代ノ山       | 4     | 5    | 鶴ヶ嶺     | 5    | 0    |
| 輝昇     | 10   | 3    | 出羽錦 | 7    | 1(1) | 出羽ノ花       | 1     | 0    | 出羽湊     | 4    | 0    |
| 十勝岩   | 3    | 0    | 時津山 | 2    | 1    | 栃錦           | 6     | 2    | 十三錦     | 2    | 0    |
| 豊嶋     | 1    | 0    | 名寄岩 | 9    | 1(1) | 羽黒山         | 6     | 8    | 羽嶋山     | 2    | 1(1) |
| 肥州山   | 4    | 1    | 藤ノ里 | 2(1) | 0    | 二瀬川         | 2     | 0    | 二瀬山     | 1    | 0    |
| 双葉山   | 3    | 2    | 双見山 | 3    | 2(1) | 不動岩         | 4     | 0    | 前田山     | 10   | 1    |
| 増位山   | 4    | 1    | 松ノ里 | 2    | 1    | 松登           | 0     | 1    | 松浦潟     | 4    | 1    |
| 三根山   | 9    | 8(1) | 緑國   | 1    | 0    | 緑嶋           | 1     | 0    | 男女ノ川   | 2    | 2    |
| 陸奥ノ里 | 0    | 1    | 八方山 | 2    | 0    | 倭岩           | 1     | 0    | 大和錦     | 5    | 0    |
| 吉葉山   | 6*   | 4    | 力道山 | 4    | 1    | 龍王山(竜王山) | 4     | 0    | 両國       | 2    | 0    |
| 若潮     | 2    | 0    | 和歌嶋 | 0    | 1    | 若ノ花         | 4     | 0    | 若葉山     | 2    | 2    |
| 若港     | 1    | 0    |        |      |      |                |       |      |            |      |      |

- 他に優勝決定戦で吉葉山に1勝がある。

## 改名歴
- 照國 万藏（てるくに まんぞう）1935年1月場所 - 1944年1月場所
- 照國 萬藏（てるくに まんぞう）1944年5月場所 - 1949年5月場所
- 照國 万藏（てるくに まんぞう）1949年10月場所 - 1953年1月場所

## 年寄変遷
- 荒磯 万藏 （あらいそ まんぞう）1953年1月 - 1961年1月
- 伊勢ヶ濱 万藏 （いせがはま -）1961年1月 - 1977年3月20日

## 著作
- 「秋田が生んだ横綱 照国物語」簗瀬均著、秋田魁新報・日曜連載（2011年4月 - 2012年3月） ※こちらは本項の参考資料でもある。

- 『横綱 照国物語』 簗瀬均著、無明舎出版、ISBN 978-4-89544-574-0